# Mother Mother
Mother Mother é uma banda canadense de indie rock baseada em Vancouver, Colúmbia Britânica. A banda é composta por Ryan Guldemond na guitarra e voz, Molly Guldemond e Jasmin Parkin na voz e teclado, Ali Siadat na bateria e Mike Young no baixo. O baixista de longa data Jeremy Page deixou a banda em 2016.
Depois de se formar em 2005, eles lançaram de forma independente seu álbum de estreia autointitulado no mesmo ano sob o nome de Mother . Mais tarde, eles mudaram seu nome para Mother Mother e relançaram o álbum pela Last Gang Records em 2008. Renomeado Touch Up, a reedição também trazia várias músicas novas.
O segundo álbum da banda, O My Heart, foi lançado em 16 de setembro de 2008; seu terceiro álbum, Eureka, foi lançado em 15 de março de 2011; seu quarto álbum, The Sticks, foi lançado em 18 de setembro de 2012; e seu quinto álbum, Very Good Bad Thing foi lançado em 4 de novembro de 2014, com lançamento americano em 7 de abril de 2015, pela Def Jam Recordings . Seu sexto álbum, No Culture, foi lançado em 10 de fevereiro de 2017, com mais um lançamento da Def Jam Recordings nos Estados Unidos.
Seu sétimo álbum, Dance and Cry, foi lançado em 2 de novembro de 2018. No final de 2020, a música da banda se tornou viral no TikTok, causando um aumento nos streams. Seu oitavo álbum de estúdio, Inside, foi lançado em 25 de junho de 2021 pela Warner Brothers Music. Em 28 de janeiro de 2022, a banda lançou uma versão deluxe de Inside, contendo 7 novas canções. Em 2024 a banda lançou seu nono álbum "Grief Chapter" em 16 de Fevereiro de 2024, contendo 12 novas canções.

## História

### 2005–2006: Início da carreira
A banda começou em Heriot Bay, British Columbia, em janeiro de 2005, quando o guitarrista e vocalista Ryan Guldemond estava na escola de música e queria formar uma banda baseada em canções pop com vocais. Ele recrutou sua irmã Molly junto com uma amiga da faculdade, Debra-Jean Creelman, para acompanhar seus próprios vocais nas canções que havia escrito, e o trio tocou como um ato acústico antes de adicionar o baterista Kenton Loewen e o baixista Jeremy Page.
Os cinco membros começaram a tocar sob o nome de Mother e, no outono de 2005, lançaram de forma independente um álbum autointitulado. Este álbum de estreia foi gravado com Howard Redekopp, que também havia trabalhado com os New Pornographers e Tegan and Sara . Quando a província de Vancouver classificou o Mother como uma das cinco principais bandas de BC a serem observadas em 2007, eles começaram a receber elogios por seu álbum de estreia. Pouco tempo depois, Mother conseguiu um concerto de abertura transmitido nacionalmente </link> para K'naan e as Wailin' Jennys . No verão de 2006, eles abriram para a banda australiana The Cat Empire no esgotado Vancouver International Jazz Festival . Mais tarde naquele ano, eles fizeram sua estreia no centro do Canadá no Festival Internacional de Jazz de Montreal em 29 de junho, bem como em Toronto em 1º de julho, Dia do Canadá, no Harbourfront Centre.

### 2006–2012:Touch Up,O My HearteEureka
Em outubro de 2006, depois de tocar no festival Pop Montreal, Mother se encontrou com a Last Gang Records e mais tarde assinou um contrato de quatro álbuns. Nesse ponto, a gravadora encorajou a banda a mudar de nome para evitar problemas legais, e eles se renomearam como Mother Mother. Em 20 de fevereiro de 2007, a banda relançou seu álbum de estreia com o novo nome, renomeando o álbum Touch Up e incluindo duas novas canções, além de arte e overdubs diferentes do original.
A banda lançou seu segundo álbum, O My Heart, em 2008. Mais tarde naquele ano, em 3 de dezembro, foi anunciado que Debra-Jean Creelman havia deixado Mother Mother; em 26 de janeiro de 2009, a banda anunciou a adição de uma nova vocalista/tecladista, Jasmin Parkin.
O terceiro álbum de Mother Mother, Eureka, foi lançado em 15 de março de 2011. O primeiro single do álbum, "The Stand", entrou na parada Canada Singles Top 100 em maio de 2011 e atingiu o pico durante aquela semana na posição 76. O álbum levou um crítico do Toronto Star a descrever a banda como "evoluindo para harmonias orquestrais e baladas poderosas influenciadas pelo hip hop, como se Adam Lambert tivesse se juntado ao The Dirty Projectors ".
Em 9 de janeiro de 2012, a Kraft Foods lançou uma série de comerciais de televisão apresentando a música "Bright Idea".

### 2012–2018:The Sticks,Very Good Bad ThingeNo Culture
O quarto álbum de Mother Mother, The Sticks, foi lançado em 18 de setembro de 2012. Ele contém 14 faixas e foi co-produzido pelo vocalista da banda Ryan Guldemond e pelo produtor Ben Kaplan.  O primeiro single, "Let's Fall in Love", foi lançado em  Eles cantaram essa música em sua turnê canadense em 2012, tocando na cidade natal de Vancouver em 19 de dezembro.
Em 2014, a banda assinou com a Universal Music Canada para produzir seu quinto álbum, Very Good Bad Thing, que foi lançado em 4 de novembro de 2014. O primeiro single do álbum, "Get Out the Way" foi lançado em 15 de julho de 2014.
Em 25 de novembro de 2016, a banda anunciou sua turnê Canadian No Culture. A turnê começou em New Brunswick em fevereiro de 2017 e terminou na Colúmbia Britânica no final de março de 2017.
Em 10 de fevereiro de 2017, seu sexto álbum No Culture foi lançado. O single principal do álbum, "The Drugs", foi lançado em 4 de novembro de 2016.

### 2018–presente:Dance and CryandInside
Em 2 de novembro de 2018, a banda lançou seu sétimo álbum de estúdio Dance and Cry. O primeiro single do álbum, "Get Up", foi lançado em 14 de setembro de 2018. A banda apoiou o álbum com a turnê Dance and Cry, fazendo 26 shows na América do Norte, começando em 7 de fevereiro de 2019 em Vancouver e terminando em 16 de março de 2019 em Buffalo, Nova York. A turnê incluiu um show esgotado no Gramercy Theatre de Nova York.
Embora a banda não tivesse planejado fazer novas músicas, em outubro de 2020, eles declararam à Rolling Stone que estavam concluindo seu oitavo álbum no The Warehouse Studio em Vancouver. Apelidado de "álbum pandêmico", conteria a "energia do catálogo anterior". Em 9 de março de 2021, Mother Mother lançou os singles "I Got Love" e "Stay Behind". Em 8 de abril de 2021, Mother Mother anunciou seu oitavo álbum de estúdio Inside, com lançamento previsto para 25 de junho pela Warner Brothers Music . A banda também lançou um vídeo para "I Got Love" composto por clipes enviados pelos fãs. Eles lançaram seu próximo single de Inside, "Sick of the Silence", em 10 de junho de 2021. Junto com o lançamento de Inside, a banda anunciou a parte canadense da turnê Inside, que começou em 2 de dezembro de 2021 em Vancouver e terminou em 20 de maio de 2022 em Ottawa.
Em novembro de 2022, Mother Mother lançou um single intitulado "Cry Christmas", junto com um cover de " Have Yourself a Merry Little Christmas ". O single foi descrito pela banda no Twitter como "uma canção natalina para os desprovidos de direitos".

## Integrantes

### Formação atual
- Ryan Guldemond – guitarra e vocal
- Molly Guldemond – vocal e teclado
- Jasmin Parkin – teclado e vocal
- Ali Siadat – bateria
- Mike Young – baixo

### Ex-integrantes
- Jeremy Page
- Kenton Loewen
- Debra-Jean Creelman

## Discografia

### Discos
- Touch Up (2007)
- O My Heart (2008)
- Eureka (2011)
- The Sticks (2012)
- No Culture (2017)
- Dance And Cry (2018)

### Singles
- Bright Idea (2012)
- Bit By Bit (2012)
- Love Stuck (CRaymak Remix) (2017)
- Get Up (2018)
- So Down (2018)
- I Got Love / Stay Behind (2021)[27]

## Nomeação
- Juno Award: Grupo Revelação do Ano (2012)
- Juno Award: Clipe (2012)